# メルドラム酸
メルドラム酸（メルドラムさん、Meldrum's acid）、もしくは 2,2-ジメチル-1,3-ジオキサン-4,6-ジオン は分子式 C6H8O4 で表される有機化合物である。この化合物は1908年にスコットランドの化学者アンドリュー・ノーマン・メルドラム (Andrew Norman Meldrum) により、無水酢酸と硫酸中でマロン酸とアセトンの付加脱離反応を行っているときに発見された。メルドラムはβ-ラクトン（β-ヒドロキシイソプロピルマロン酸）と構造を誤認していた。正しい構造はこのページに表示されているものである。

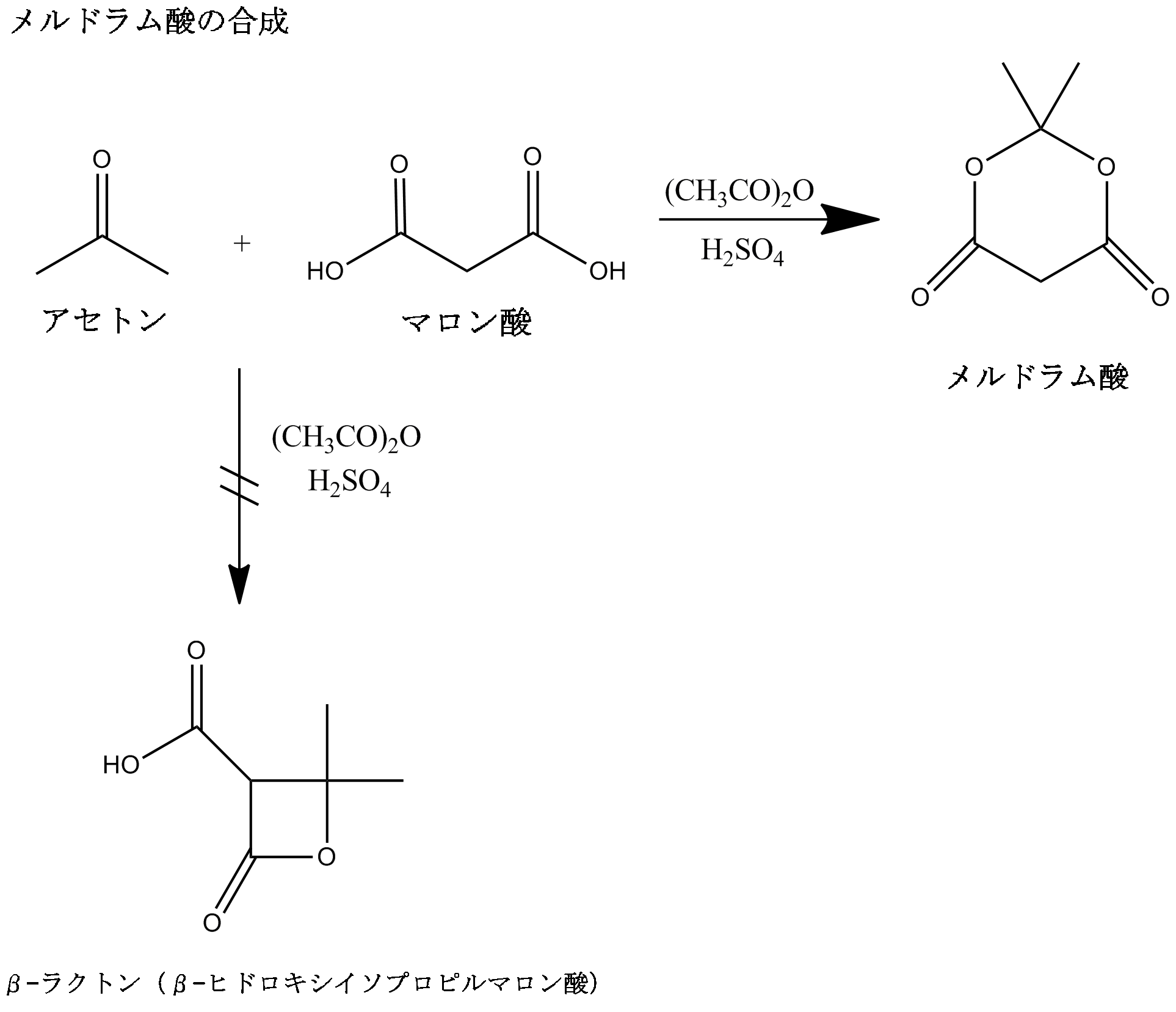
メルドラム酸の合成

メルドラムが使った方法に変わるメルドラム酸の製法として、硫酸を触媒としてマロン酸と酢酸イソプロペニルを反応させるものがある。メルドラム酸は高い酸解離定数を持っている (pKa = 4.97) 。メルドラム酸は関連するほかのカルボニル化合物に比べ非常に高い酸度を示し、長い間これは異常であると考えられてきたが、2004年に大和田智彦らによって解決されている。大和田らは、メルドラム酸の最安定配座において、α位のC-H σ軌道がC-O π*軌道に沿った配向をとっており、このために基底状態がC-H結合を異常に強く不安定化していることを見いだした。
メルドラム酸はマロン酸と同様に、クネーフェナーゲル縮合の試薬として用いられる。

## ケテンの形成
メルドラム酸は熱不安定性を示す。高温においてメルドラム酸はペリ環状反応を起こして、アセトンと二酸化炭素、および高反応性のケテンを生じる。 ケテン中間体は高温においてメルドラム酸を瞬間真空熱分解 (flash vacuum pyrolysis) することによって単離することができる。これらの非常に求電子性の高いケテンは他の化学物質と様々な反応を起こすことができる。熱分解は溶液中でも行うことができるため、不安定なケテン中間体を単離することなく、すでに加えてある化合物とのワンポット反応を行うことができる。比較的単純で、新しい炭素間結合や環状化合物、アミド、エステル類、酸類を合成することが可能である。このためメルドラム酸は、合成化学者にとって非常に有用な試薬である。